# Richard Laming
Richard Laming (Margate, 17 agosto 1799 – Arundel, 3 maggio 1879) è stato un chirurgo, filosofo, inventore e chimico britannico.
C'è qualche incertezza sulle sue origini. Si ritiene che sia nato a Margate, in Inghilterra, il 17 agosto 1799, figlio di James Laming e Sarah Walton.  Aveva un fratello maggiore, James, nato nel 1791, che era un commerciante prospero. Nel 1825 Richard si qualificò per l'adesione al Royal College of Surgeons.
Durante i suoi momenti di svago, Richard sviluppò un interesse per la teoria dell'elettricità. Tra il 1838 e il 1851 pubblicò una serie di articoli che ipotizzavano la composizione elettrica degli atomi. Ipotizzò che esistessero particelle subatomiche di carica unitaria; era una delle prime persone a farlo. Suggerì che l'atomo fosse costituito da un nucleo di materiale circondato da gusci concentrici di questi "atomi" elettrici o particelle. Credeva anche che queste particelle potessero essere aggiunte o sottratte a un atomo, cambiando la sua carica.